# Vertoletnyj Peninsula
Die Vertoletnyj Peninsula (englisch; russisch Полуостров Вертолётный Poluostrow Wertolotny, deutsch ‚Hubschrauber-Halbinsel‘) ist eine 4,5 km lange und 2,2 km breite Halbinsel an der Knox-Küste des ostantarktischen Wilkeslands. In den Bunger Hills liegt sie 7 km östlich der Edgeworth David Base an der südwestlichen Ecke der Edisto-Gletscherzunge. Die Halbinsel ist gekennzeichnet durch zahlreiche Hügel und Seen.
Wissenschaftler einer sowjetischen Antarktisexpedition kartierten und benannten sie 1956. Das Antarctic Names Committee of Australia übertrug die Benennung 1992 in einer Teilübersetzung ins Englische.